# 河辺東人
河辺 東人（かわべ の あずまひと、生没年不詳）は、奈良時代の貴族。姓は朝臣。官位は従五位下・石見守。

## 経歴
『万葉集』巻六によると、天平5年（733年）の山上憶良の沈痾の時に、藤原真楯の使者として容態を尋ねている。
それからしばらく事績が知られていないが、称徳朝の天平神護3年（767年）正月、安倍草麻呂・吉備真事・笠乙麻呂らとともに、正六位上から従五位下に叙爵。
光仁朝では、宝亀元年（770年）10月、豊国秋篠の後任の石見守に任命される。
『万葉集』には、
が収録されている。